# Cristóbal Serra
Cristóbal Serra, katalanisch: Cristòfol Serra Simó (* 24. September 1922 in Palma, Balearen, Königreich Spanien; † 6. September 2012 ebenda) war ein mallorquinischer Autor, der in spanischer Sprache schrieb.

## Leben
Serra studierte Recht an der Universität Barcelona und der Universidad Central de Madrid. Danach studierte er Sprachwissenschaft und Moderne Literatur an der Universität Valencia. Seine schriftstellerischen Tätigkeiten sind sehr unterschiedlicher Art. Ihn interessierten zum Beispiel die Werke chinesischer Philosophen, von denen er einige Werke übersetzte. Er übersetzte die biblische Apokalypse sowie Poesie und Prosatexte von William Blake und Vauvenargues.
2010 erschien der bisher einzige Text von Serra in deutscher Sprache: Eselsohren. Das Werk, das in einer begrenzten Auflage von insgesamt 999 Exemplaren erschienen ist, enthält eine Auswahl von Serras Aphorismen in spanischer und deutscher Sprache. Das Nachwort schrieb Michael Krüger. Andere Texte wurden bisher ins Französische, Italienische und Serbische übersetzt.

## Veröffentlichungen
- Péndulo. Atlante, Palma de Mallorca 1957.
- Viaje a Cotiledonia. Tusquets, Barcelona 1965.
- Péndulo y otros papeles. Tusquets, Barcelona 1975.
- Antología del humor negro español. Tusquets, Barcelona 1976.
- Auswahl von Prosawerken des Dichters Juan Lorrea: Ángeles de visión. Tusquets, Barcelona 1979.
- Itinerario del Apocalipsis. Intermezzo, Palma de Mallorca 1980, Neuauflage bei Siruela, Madrid 2003.
- Diario de signos. Aucadena, Palma de Mallorca 1980, Neuauflage bei Olañeta, Palma de Mallorca 2001.
- La noche oscura de Jonás. Aloe, Palma de Mallorca 1984.
- Con un solo ojo, mit einem Vorwort von Pere Gimferrer. Arxipièlag, Palma de Mallorca 1986.
- Anthologie: La soledad esencial. Consejería de Educación y Cultura del Gobierno de Baleares, Palma de Mallorca, 1987.
- Retorno a Cotiledonia. La Vía Insólita, Palma de Mallorca 1989.
- Pequeño Diccionario de William Blake. Olañeta, Palma de Mallorca 1992, Neuauflage 2001.
- Augurio Hipocampo Olañeta, Palma de Mallorca 1994, Neuauflage 2001.
- Ars Quimérica. Obra completa, 1957-1996. Bitzoc, Palma de Mallorca 1996, Neuauflage bei Círculo de Lectores, Barcelona 2000.
- Nótulas. Árdora, Madrid 1999.
- Las líneas de mi vida. Bitzoc, Palma de Mallorca 2000.
- Visiones de Catalina de Dülmen. Prames, Zaragoza 2000.
- El asno inverosímil. Bitzoc, Palma de Mallorca 2002.
- Anthologie: El don de la palabra. Edicions Cort, Colección Bearn, Palma de Mallorca 2004.
- La flecha elegida. La voz secreta de Jesús. Edicions Cort, Colección Bearn, Palma de Mallorca 2006.
- Curolla del mallorquín dadá. Zusammen mit Matías Tugores. Olañeta, Palma de Mallorca 2006.
- Tanteos crepusculares. Pre-Textos, Valencia 2007.
- Viaje a Cortiledonia & Retorno a Cortiledonia. Editorial Cort. Palma de Mallorca 2007, ISBN 978-84-75356006.
- Vauvenargues. Obra Selecta, vom Autor ins Spanische übersetzt. Edicions Cort, Palma de Mallorca 2007, ISBN 978-84-75355948.
- El canon privado de Cristóbal Serra. Edicions Cort, Biblioteca Parva de Cristóbal Serra, Palma de Mallorca 2007.
- Péndulo y otros papeles. Edicions Cort, Biblioteca Parva de Cristóbal Serra, Palma de Mallorca 2008.
- Abecé de micrologías. Edicions Cort, Biblioteca Parva de Cristóbal Serra, Palma der Mallorca 2008.
- Álbum biofotográfico. Edicions Cort, Biblioteca Parva de Cristóbal Serra, Palma de Mallorca 2009.

in deutscher und spanischer Sprache
- Eselsohren, übersetzt von Christian Sönnichsen. Katzengraben-Presse, Berlin 2010.[1]

Übersetzungen
- Tao Te King (El libro del medio), Lao Tse. Edicions Cort, Biblioteca Parva de Cristóbal Serra, Palma de Mallorca 2007.
- Poemas y Prosas. William Blake. Símbolos y Fuentes. Edicions Cort, Biblioteca Parva de Cristóbal Serra, Palma de Mallorca 2010.

## Auszeichnungen
- 2006: Ehrendoktor (Dr. h. c.) der Universität der Balearen.